# زیتون کارگری
زیتون کارگری یکی از محله‌های واقع در شرق شهر اهواز است، که در ابتدا توسط شرکت نفت و برای کارگران این شرکت ساخته شد، ولی بعدها با واگذاری خانه‌ها و قطعه زمین‌ها، تبدیل به یک محله عمومی شد.
این محله از شمال به پایانه مسافربری زاگرس و از جنوب به چهارصد دستگاه و کوی طالقانی، از شرق به کوی سلطانمنش و از غرب به محله‌ی آسیه‌آباد مرز مشترک دارد.